# Ара мексиканський
Ара мексиканський (Rhynchopsitta terrisi) — вид папугоподібних птахів родини папугових (Psittacidae). Ендемік Мексики.

## Поширення
Вид поширений на невеликій території (площею 1900 км²) у східній Мексиці. Мешкає у горах Східна Сьєрра-Мадре. Мешкає у соснових та змішаних лісах на висоті від 2000 до 3500 м над рівнем моря.

## Опис
Птах завдовжки 40–45 см і вагою 392—468 г. Домінуючий колір в оперенні — зелений. Плечі і стегна темно-червоні. Хвіст довгий клиноподібний. Дзьоб чорний. Очі жовто-помарнчеві, оточені голим коричнево-жовтим кільцем.

## Спосіб життя
Птах харчується майже виключно кедровими горіхами, хоча також їсть квіти агави, деякі фрукти та жолуді; залежить від щоденного доступу до вільної води, і групи збираються, щоб харчуватися на суші. Гніздиться великими колоніями з квітня по травень у норах у вапнякових скелях біля струмків. Сезон розмноження збігається з плодоношенням сосен, їх основного джерела їжі. Самиця відкладає від одного до трьох яєць у липні, а молодняк залишає гніздо приблизно в листопаді. Вони сезонно мігрують на короткі відстані між північчю та півднем свого ареалу.